# Avenida Ditmas (línea Culver)
La Avenida Ditmas es una estación expresa en la línea Culver del Metro de Nueva York de la división B del Independent Subway System (IND). La estación se encuentra localizada en Kensington, Brooklyn entre la Avenida Ditmas y la Avenida McDonald. La estación es servida por los trenes del servicio .